# Juha Hakola
Juha Pekka Hakola (Espoo, Finlandia, 27 de octubre de 1987), futbolista finés. Juega de delantero y su actual equipo es el FC Honka de la Veikkausliiga de Finlandia. 

## Selección nacional
Ha sido internacional con la Selección de fútbol de Finlandia, ha jugado 1 partido internacional.

### Participaciones Internacionales
| Torneo                  | Sede   | Resultado    |
| ----------------------- | ------ | ------------ |
| Eurocopa Sub-21 de 2009 | Suecia | Primera fase |

## Clubes
| Club             | País         | Año       |
| ---------------- | ------------ | --------- |
| Flora Tallinn    | Estonia      | 2007-2009 |
| Heracles Almelo  | Países Bajos | 2009-2010 |
| Willem II        | Países Bajos | 2010-2011 |
| Ferencvárosi TC  | Hungría      | 2011-2013 |
| KuPS Kuopio      | Finlandia    | 2013-2014 |
| Aris de Limassol | Chipre       | 2014      |
| KuPS Kuopio      | Finlandia    | 2014-2017 |
| VPS Vaasa        | Finlandia    | 2017-2018 |
| FC Honka         | Finlandia    | 2019-     |

## Palmarés

### Distinciones individuales
| Distinción                 | Año  |
| -------------------------- | ---- |
| Futbolista Estonio del año | 2007 |